# الحزب الديمقراطي (اليابان)
الحزب الديمقراطي (باليابانية: 民進党)  هو حزب سياسي ياباني تأسس سنة 2016م، وهو ينتمي لتيار الوسط، ويقوم برنامجه على الالتزام بتطبيق الدستور الياباني السلمي، ويعارض أعضاء الحزب سياسات رئيس الوزراء الياباني شينزو آبي.